# Naso vlamingii
A Naso vlamingii a sugarasúszójú halak (Actinopterygii) osztályának sügéralakúak (Perciformes) rendjébe, ezen belül a doktorhalfélék (Acanthuridae) családjába tartozó faj.

## Előfordulása
A Naso vlamingii a Csendes- és az Indiai-óceánokban fordul elő. Kelet-Afrikától kezdve egészen a Galápagos-szigetek sokfelé megtalálható. Mikronézia egész területén fellelhető. A legészakibb állományai Japán déli részén, míg a legdélebbi egyedei a Nagy-korallzátonyon, Új-Kaledónia és a Tuamotu-szigetek körül élnek.

## Megjelenése
Ez a doktorhalfaj legfeljebb 60 centiméter hosszú. A hátúszóján 6 tüske és 26-27 sugár, míg a farok alatti úszóján 3 tüske és 27-29 sugár ül. A kifejlett példány pofájának elülső részén nagy daganatszerű kinövés van. A hátúszója és a farok alatti úszója feltűnően magasak. Az oldalainak középső részén függőleges, kék csíkok húzódnak, amelyek kék pettyekké bomlanak a háti és a hasi részekhez közeledve. A daganatszerű kinövés és a szemek között vastag, kék színű sáv látható. A kék sávozásait kedve szerint elrejti vagy mutogatja.

## Életmódja
Trópusi, tengeri hal, amely a korallzátonyokon él. Általában 1-50 méteres mélységekben lelhető fel. A 24-28 Celsius-fokos vízhőmérsékletet kedveli. A lagúnák és a vízalatti sziklafalak lakója. Nappal laza rajokba verődik, de általában magányosan vagy párban látható. Mindenevőként a tápláléka algákból és zooplanktonból tevődik össze.

## Felhasználása
A Naso vlamingiinak csak kisebb méretű halászata van. A városi akváriumok szívesen tartják.

## Képek

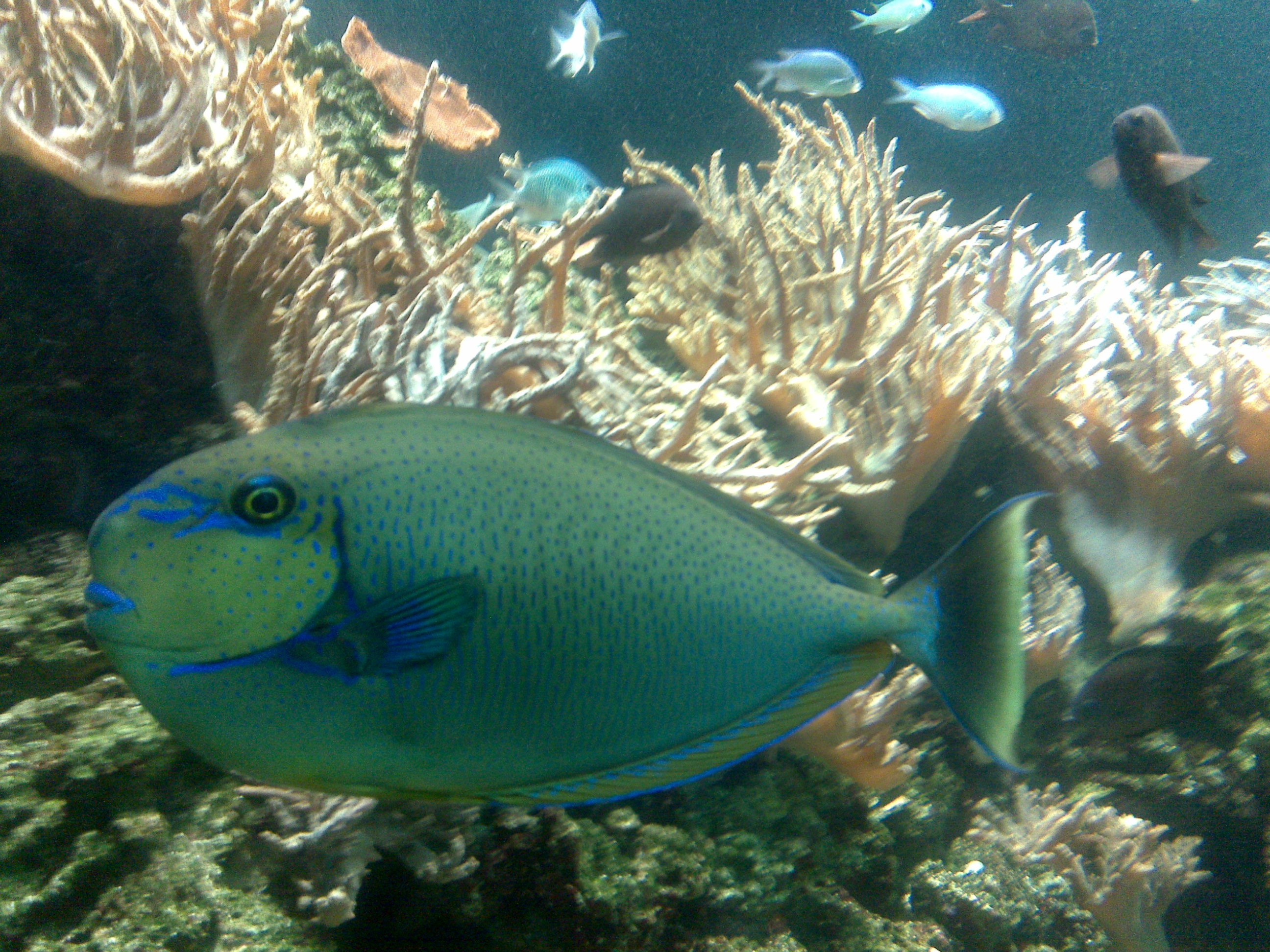
Kifejlett
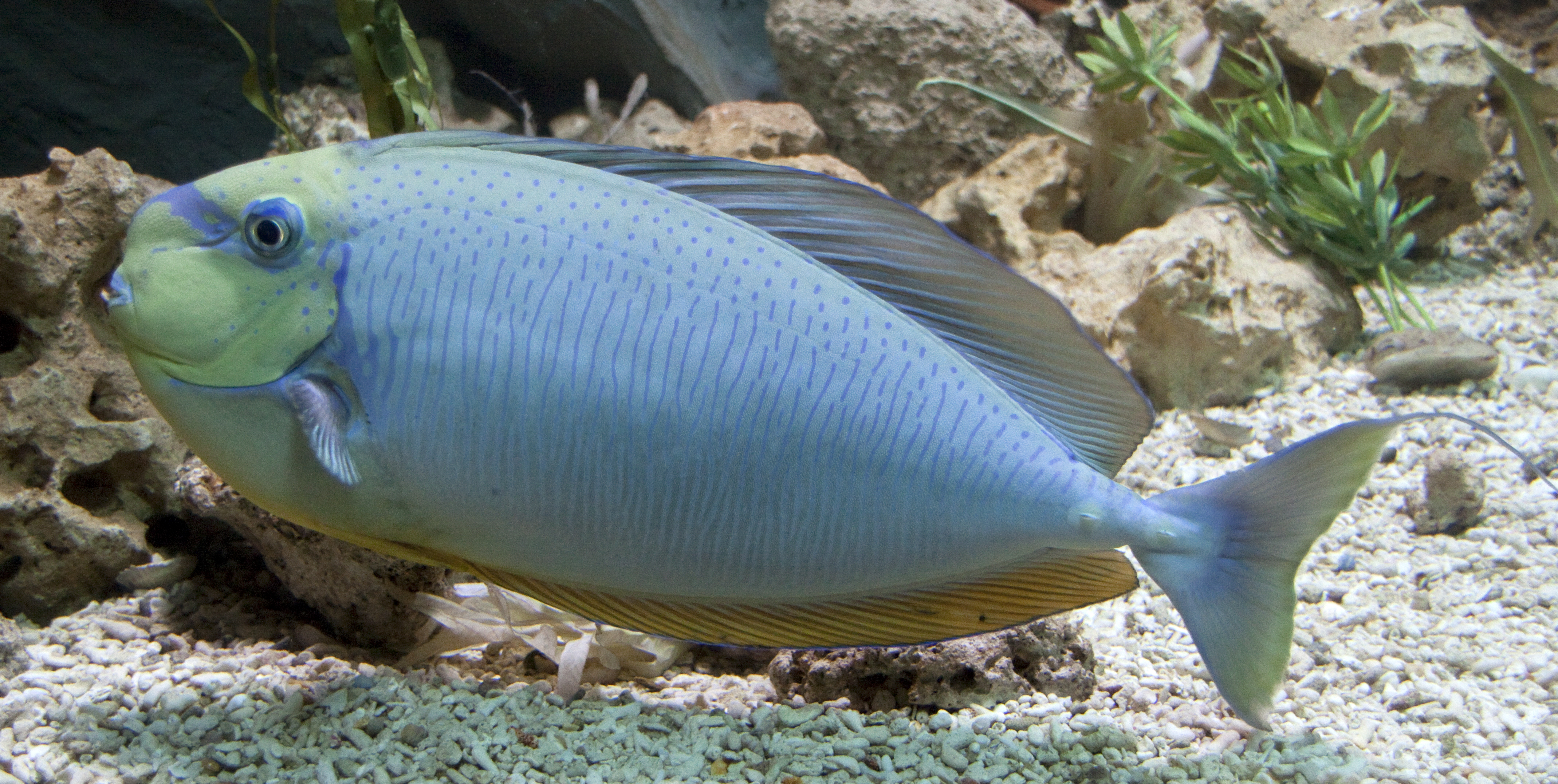
és
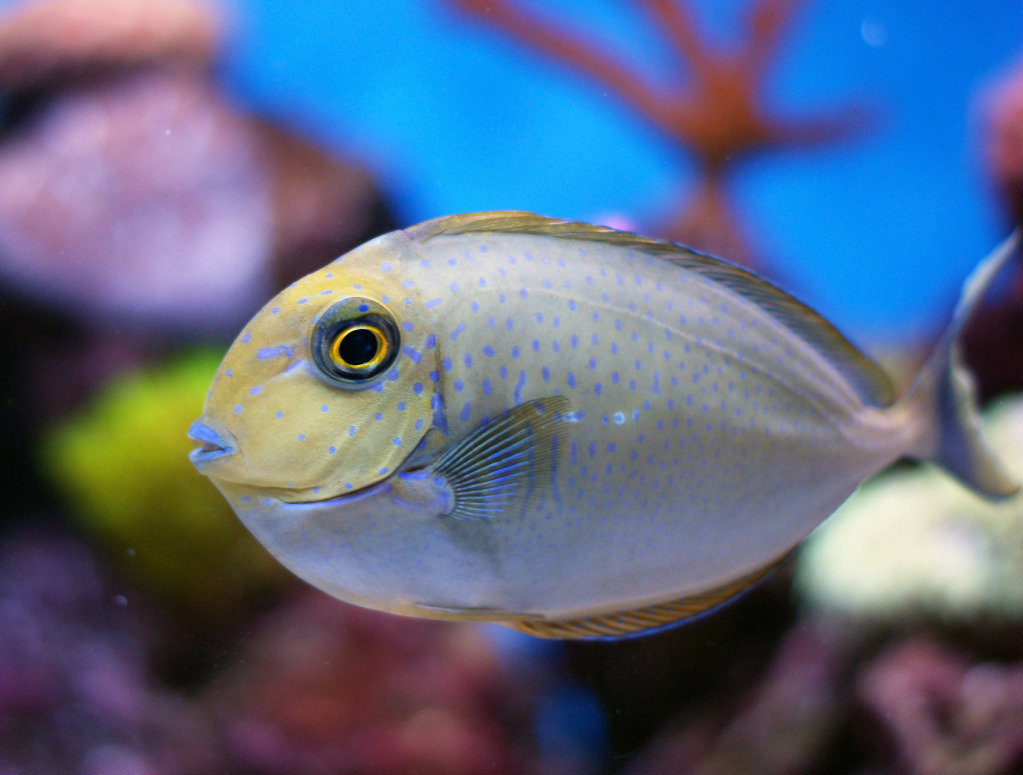
fiatal
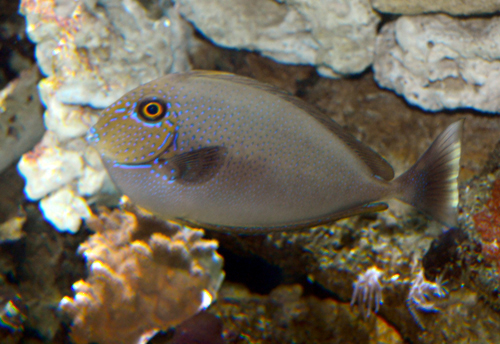
példányok